# Obersteinbach
Obersteinbach é uma comuna francesa na região administrativa de Grande Leste, no departamento Baixo Reno. Estende-se por uma área de 9,05 km². Em 2010 a comuna tinha 233 habitantes (densidade: 25,7 hab./km²).